# Pedosfera
Pedosfera (z gr. πέδον pédon „gleba”, σφαῖρα sphaîra „kula”) – powierzchniowa warstwa skorupy ziemskiej, składająca się z części mineralnych
i organicznych powstałych w wyniku oddziaływania czynników glebotwórczych, takich jak klimat, woda, drobnoustroje glebowe, rośliny, zwierzęta oraz działalność człowieka.
Gleba jest zbudowana z warstwy mineralnej, powstałej wskutek procesów wietrzenia skały macierzystej oraz z warstwy organicznej, będącej efektem rozkładu organizmów roślinnych i zwierzęcych na powierzchni gleby oraz w jej wnętrzu.
Proces glebotwórczy zaczyna się z chwilą wkroczenia organizmów (głównie roślinności) na powierzchniową, wietrzejącą warstwę litosfery. Rozluźnione w wyniku wietrzenia skały stają się porowate
i nabierają zdolności pochłaniania i zatrzymywania wody oraz powietrza niezbędnego do życia roślin. Na przebieg procesu glebotwórczego mają wpływ różnorodne czynniki glebotwórcze, do których należą: klimat, wody, organizmy żywe, ukształtowanie powierzchni, rodzaj skały, działalność człowieka i czas oddziaływania na skały powyższych czynników. Czynniki te wykazują na Ziemi znaczne zróżnicowanie. Dzięki temu powstało wiele typów gleb, będących wynikiem odmiennie przebiegających procesów glebotwórczych. Różnią się one budową profilu glebowego i cechami jego poszczególnych poziomów. W wyniku długotrwałego oddziaływania czynników glebotwórczych powstają gleby
o wykształconym profilu, często nie przypominające skały, z której powstały, z wyraźnie zaznaczonymi poziomami zróżnicowania. Natomiast gleby bardzo młode, zwane inicjalnymi, nie mają wykształconych poziomów i wykazują bardzo duży związek ze skałą macierzystą.
We wszystkich glebach występuje powierzchniowy poziom próchniczny, główne miejsce akumulacji próchnicy. Jej zawartość decyduje o żyzności gleby. Żyzność jest to zdolność zaopatrywania roślin w wodę, tlen i składniki pokarmowe. Pojęcia tego nie należy mylić z urodzajnością, przez którą rozumiemy zdolność gleby do dawania plonów, czyli stwarzanie dobrych warunków do rozwoju mikroorganizmów i wzrostu roślin. Gleby, które są żyzne mogą być mało urodzajne dla niektórych roślin; np. inne wymagania glebowe mają pszenica i buraki cukrowe, a inne len i ziemniaki. Zdolność produkcyjną gleb można zwiększyć za pomocą specjalnych zabiegów agrotechnicznych, jak np. melioracja, irygacja i nawożenie gleb.
Wsiąkające wody opadowe przyczyniają się do wypłukiwania lub rozpuszczania składników pokarmowych i przenoszenia ich w głąb gleby. Przy intensywnie przebiegającym procesie wymywania, w glebie poniżej poziomu próchniczego powstaje warstwa zubożona w przyswajalne składniki pokarmowe, zwana poziomem wymywania (eluwialnym). Warstwa gleby, w której następuje odkładanie i nagromadzanie związków przenoszonych przez wodę wsiąkającą, a także podsiąkającą, nazywa się poziomem wmywania (iluwialnym). Ta część zwietrzeliny skalnej lub skały, która nie podlega procesom glebowym, nazywa się 'skałą macierzystą.
Istotny wpływ na przebieg procesów glebotwórczych wywierają warunki klimatyczne i związana z nimi roślinność naturalna. Od klimatu zależy między innymi charakter zwietrzeliny, nawilgocenie gleby, okres
i warunki wegetacji roślin, przyrost masy biologicznej i tempo jej rozkładu. Rodzaj roślinności decyduje z kolei o odczynie ściółki i jakości rozkładającej się materii organicznej. Strefowe zróżnicowanie tych czynników glebotwórczych prowadzi do powstania strefowych typów gleb.

## Gleby strefowe
- Tundrowe,
- Bielicowe, których charakterystyczną cechą jest białawy górny poziom gleby ubogi w próchnicę, zwany poziomem wymywania, oraz niżej znajdujący się ciemniejszy poziom wmywania. Gleby bielicowe ze względu na ubóstwo składników mineralnych oraz próchnicy są w większości porośnięte lasami sosnowymi.
- Brunatne, są pokryte bielicami, przy czym zawierają znacznie mniej od nich części ilastych. Ukształtowały się więc pod wpływem roślinności lasów liściastych i mieszanych. Gleby brunatne zawierają znaczne ilości próchnicy i są bogate w składniki pokarmowe dla roślin.
- Czarnoziemy, ich skałą macierzystą są lessy. Gleby te charakteryzują się bardzo dużą zawartością próchnicy, a grubość poziomu próchnicznego dochodzi czasem do 1 m. Powstały one z traw i roślinności cebulkowej, porastających suche i zimne stepy na przedpolu lądolodu.
- Kasztanowe,
- Czerwonoziemy,
- Żółtoziemy,
- Buroziemy,
- Szaroziemy.

## Gleby astrefowe
Powstają w specyficznych warunkach w różnych strefach; należą do nich:
- Górskie, które charakteryzują się małą miąższością oraz słabo rozwiniętym poziomem próchniczym lub jego brakiem.
- Bagienne, są to gleby żyzne, lecz wymagają odwadniania. Dlatego też wykorzystywane są głównie jako łąki i pastwiska.
- Mady, powstają w dolinach rzek z namułów nanoszonych w okresach wylewów. Mady są bardzo żyzne, ponieważ zawierają dużo próchnicy i składników mineralnych. Są prawie w całości wykorzystywane rolniczo i tylko sporadycznie porastają je naturalne lasy łęgowe (lasy nad rzekami składające się z wierzby, topoli, olszy, dębu, jesionu i wiązu).
- Rędziny, są to gleby wytworzone ze skał bogatych w wapń (wapienie, margle, gipsy). Zawierają dużo próchnicy.

Gleby niestrefowe (gleby astrefowe) to:
- Mady – powstają w wyniku osadzania ilastych i organicznych substancji podczas wylewów rzek. Występują w dolinach rzek i na obszarach delt. Są żyzne i bogate w próchnicę.
- Rędziny – tworzą się na podłożu wapiennym, głównie w klimatach umiarkowanych. Są płytkie, ale zasobne w próchnicę, urodzajne, ale trudne do uprawy. Na obszarach klimatu śródziemnomorskiego tworzą odmianę o mniejszej zawartości próchnicy, tzw. terra rossa.
- Czarne ziemie – występują na obszarach pobagiennych, przy obniżonym poziomie wód gruntowych, na terenach zanikających jezior. Posiadają poziom próchniczny o dużej miąższości, są bardzo żyzne, ale trudne do uprawy.
- Gleby bagienne – powstają na bagnach. Charakteryzują się dużą ilością substancji organicznej, najczęściej słabo rozłożonej. Są mało urodzajne, nawet po osuszeniu.
- Gleby górskie – występują na obszarach górskich. Nie posiadają wykształconego profilu glebowego, są płytkie i mało żyzne.
- Tufy – powstają na podłożu wulkanicznym, bardzo żyzne.

## Rodzaje zanieczyszczeń gleb
- odkrywkowa eksploatacja kopalin,
- opady atmosferyczne,
- rozwój przemysłu energetycznego i chemicznego,
- zakwaszenie gleb,
- skażenie gleb substancjami ropopochodnymi.